# Shane Heal
Shane Douglas Heal (Melbourne, 6 novembre 1970) è un allenatore di pallacanestro ed ex cestista australiano.
Alto 182 centimetri, giocava nel ruolo di playmaker o guardia.

## Carriera

Heal a Imola nel 2002

Esordì nella NBL australiana a 18 anni (nel 1988), venendo nominato miglior rookie della stagione. Da allora venne sempre considerato una delle principali stelle del panorama cestistico australiano dell'epoca: proseguì nella NBL fino al 1996, ottenendo in questo periodo otto convocazioni consecutive per l'NBL All-Star Game e primeggiando nelle classifiche di punti (20,8 di media in queste nove stagioni) e assist (6,4). Il 23 settembre 1994, nella partita dei suoi Brisbane Bullets sul campo dei Townsville Crocodiles, Heal segnò 61 punti con 19/29 dal campo e 12/19 da tre, oltre a 11/12 dalla lunetta.
Nel 1997 venne chiamato per la prima volta in NBA dai Minnesota Timberwolves, con cui disputò 43 incontri nei quali segnò 1,7 punti di media. Dopo questa parentesi fece ritorno alla NBL tra le file dei Sydney Kings, prima di essere ingaggiato dei greci del Near East e tornare nuovamente ai Sydney Kings. Nel marzo 2002 approdò nella Serie A italiana con l'ingaggio da parte dell'Andrea Costa Imola, squadra in lotta per la salvezza. Heal disputò otto partite a 16,3 punti di media, mentre i biancorossi non riuscirono ad evitare la retrocessione. Tornò poi ai Sydney Kings, con cui vinse il campionato 2002-2003. Heal fece ritorno in NBA nell'ottobre 2003, ingaggiato dai San Antonio Spurs con cui scese in campo in sei occasioni. Terminata questa breve parentesi, militò in Grecia al Makedonikos per il resto dell'annata 2003-2004.
Successivamente si ritirò momentaneamente, salvo poi tornare a giocare nella NBL per trascorrere le stagioni 2006-2007 e 2007-2008 con i South Dragons, di cui fu anche allenatore, e la stagione 2008-2009 con i Gold Coast Blaze.
Nella NBL totalizzò una media di 21,1 punti, 2,9 rimbalzi e 6,4 assist in 364 partite. La sua brillante carriera nel campionato australiano vanta inoltre alcuni picchi notevoli, fra cui: i 61 punti segnati in una singola partita nel 1994, i 20 assist effettuati in una singola partita e le 10 triple segnate in una singola partita, impresa compiuta per ben tre volte.
Vestì la maglia della nazionale di pallacanestro australiana in quattro edizioni dei Giochi olimpici (1992, 1996, 2000, 2004) e in due Campionati mondiali (1994, 1998).